# E-Estonia
e-Estonia è un progetto avviato nel 1997 dal governo dell'Estonia per facilitare le interazioni del cittadino con lo Stato mediante l'uso di soluzioni elettroniche. Il progetto venne avviato dal governo al fine di aumentare la competitività dello Stato e aumentare il benessere dei propri cittadini. e-Estonia consente ai propri cittadini di accedere al 99% dei servizi della pubblica amministrazione eliminando, nella maggior parte dei casi, le file presso gli sportelli pubblici in quanto i servizi sono accessibili da qualsiasi dispositivo provvisto di una connessione internet.

## e-Residency
Dal 1º dicembre 2014 l'Estonia ha lanciato il programma e-Residency che consente ai non estoni di avere accesso ad alcuni dei servizi della pubblica amministrazione: formazione di aziende, banche, tasse e metodi di pagamento. La e-Residency, o residenza elettronica, viene erogata dallo stato mediante la consegna di uno smart ID a chiunque desideri diventare un e-resident. A questo programma possono accedere freelancer, startup e aziende europee previo pagamento di una tassa di iscrizione pari a €100.